# Edifício Almirante Tamandaré
O Edifício Almirante Tamandaré é um edifício situado no bairro do Centro, na Zona Central da cidade do Rio de Janeiro. Localiza-se na Orla Conde, em frente à Praça Barão de Ladário.
O edifício foi inaugurado em 1935. Compõe o Complexo do  1.º Distrito Naval da Marinha do Brasil.
O edifício recebeu seu nome por homenagear Joaquim Marques Lisboa, o Marquês de Tamandaré, que foi um militar da Armada Imperial Brasileira que atingiu o posto de almirante. É o patrono da Marinha de Guerra do Brasil, sendo que no dia de seu nascimento, 13 de dezembro, é celebrado o Dia do Marinheiro.

## História
Em 1760, foi implantado no terreno da atual edificação, doado pelos monges de São Bento, o núcleo inicial do Arsenal da Marinha. No ano de 1924, foi contratado um projeto para a construção de uma nova sede ministerial, elaborado pelo engenheiro Edgard Raja Gabaglia. Outro projeto, de autoria do engenheiro francês Alfred Agache e elaborado entre 1927 e 1930, contemplava a construção do prédio junto com uma praça, hoje a Praça Barão de Ladário. O edifício foi inaugurado somente 11 anos depois, em 1935, pelo presidente Getúlio Vargas. Foi sede do Ministério da Marinha.
O edifício foi tombado provisoriamente no dia 9 de dezembro de 1998. Desde o dia 3 de abril de 2016, o prédio pode ser contemplado por quem circula pela Orla Conde. Atualmente abriga, em suas dependências as Organizações Militares da Marinha do Brasil.